# Rampura (jagir)
Rampura fou un estat tributari protegit, un jagir feudatari al districte de Jalaun a les Províncies Centrals avui Madhya Pradesh.
L'ancestre de la família fou Raja Nal (Duleh Rai), Raja d'Ayodhya, que va abandonar i es va establir a Narvar o Narwar (Dausa) on va fundar una fortalesa i va governar fins al 1129. Un fill el va succeir a Narvar i un altre va abandonar el país i es va establir a Amber i fou l'ancestre de la branca kachhwaha de Rajputana.
El successor a Narvar, Baikul Dev es va traslladar a Indurkhi i més tard a Biswari on van tenir residència els següents rages fins a Bhuwan Pal que es va establir a Lahar (avui dia a Madhya Pradesh); els seus successors van restar a la ciutat fins que Ram Shah va construir la fortalesa de Rampura al segle XVI després de derrotar els meos, habitants originals de la zona. L'estat original el formaven 48 pobles principalment en els moderns districtes de Jalaun i Etawah. Rampura fou considerada històricament la seu del clan kachhwaha dels rajputs i la comarca fou anomenada Kachhwagarh. L'origen del clan era Kush, fill del mític Rama, i van governar Narvar (més tard Lahar i finalment Rampura) i Amber (després Jaipur).
El 1619 Raja Jaswant Singh va obtenir de l'emperador mogol un jagir addicional de 52 pobles al modern districte de Jalaun però la major part del jagir fou ocupat al segle XVIII pels Sindhia marathes.
Quan el 1844 la pargana de Jalaun fou cedida per Sindhia als britànics, el raja de Rampura fou confirmat en la seva propietat. Raja Man Singh va conquerir Gwalior i va ajudar els britànics en el motí del 1857; el juny de 1858 el seu domini fou saquejat pels rebels i el raja es va lliurar per poc de morir; després els britànics el van compensar amb un khilat de 5.000 rupies i un sanad autoritzant l'adopció, dret que va exercitar i va adoptar a Kunwar Ram Singh de Mai.
La família de Ranpura tenia el títol hereditari de raja i la nissaga s'anomenava Surajbansi i es consideraven de la raça solar descendent de l'il·lustre clan Kachhwaha a través de les cases successives de Narwar i Lahar.

## Llista de rages
- Raja Nal
- Raja Baikul Dev (fill) 1129-?
- Raja Indra Pal (fill)
- Raja Girdhar Pal (fill)
- Raja Udal Brahm (fill)
- Raja Hans Rao (fill)
- Raja Ram Pal (fill)
- Raja Bir Pal (fill)
- Raja Rup Pal (fill)
- Raja Bhuwan Pal (fill)
- Raja Bhupal Man (fill)
- Raja KARAN SHAH (fill)
- Raja RUDRA SHAH (fill)
- Raja BIRAM DEO (fill)
- Raja NARHAR DEO (fill)
- Raja Harisingh DEO (fill)
- Raja Birsingh DEO (fill)
- Raja DHARMANGAD (fill)
- Raja BHARAMJIT (fill)
- Raja MAKAT MAN (fill)
- Raja RAM SHAH (fill) segle XVI
- Raja PARBAT Singh (fill)
- Raja GAJ Singh (fill)
- Raja JASWANT Singh (fill) vers 1619-?
- Raja CHHARTAR Singh (fill)
- Raja FATEH Singh (fill)
- Raja MADHO Singh (fill) encara regnava el 1844
- Raja MAN Singh vers 1845-1873 (fill)
- Raja Ram Singh 1873-1915 (fill adoptiu)
- Raja Chittar Singh 1915-1953 (fill) (+1976)